# Station Seven Sisters
Seven Sisters is een station van de London Overground dat werd geopend in 1872.

## Geschiedenis
De Great Eastern Railway opende het station op 22 juli 1872 aan de Stoke Newington & Edmonton Railway, een van de Lea Valley Lines. Op 1 januari 1878 opende de GER de Palace Gates Line tussen Seven Sisters en Noel Park, die later dat jaar naar station Palace Gates (Wood Green) werd doorgetrokken. In 1963 sloot British Rail deze zijlijn voor reiziegers en een jaar later ook voor goederentreinen, waarna de sporen en perrons van de zijlijn, die lagen op de plaats van het Brunswick Park, bij Seven Sisters werden verwijderd. Op 24 juli 1967 werd een bouwvergunning verleend om het station uit te breiden met een ondergronds deel voor de Londense metro. Het eerste deel van de Victoria Line, waaronder Seven Sisters, opende op 1 september 1968 hoewel de gezamenlijke stationshal en de inpandige overstap pas in december 1968 werden geopend, waarop de ingang uit 1872 werd gesloten. 
De oorspronkelijke ingang van het station bevond zich aan de West Green Road aan de noordkant van de perrons, maar de nieuwe gecombineerde ingang werd geopend aan de Seven Sisters Road aan de zuidkant van de perrons. Deze nieuwe toegang werd gebouwd op het terrein van een houthandel en sluit aan op de westkant van de metroperrons. De naam van de straat en het station is te danken aan de zeven iepen (Seven Sisters) die bij het kruispunt stonden. 

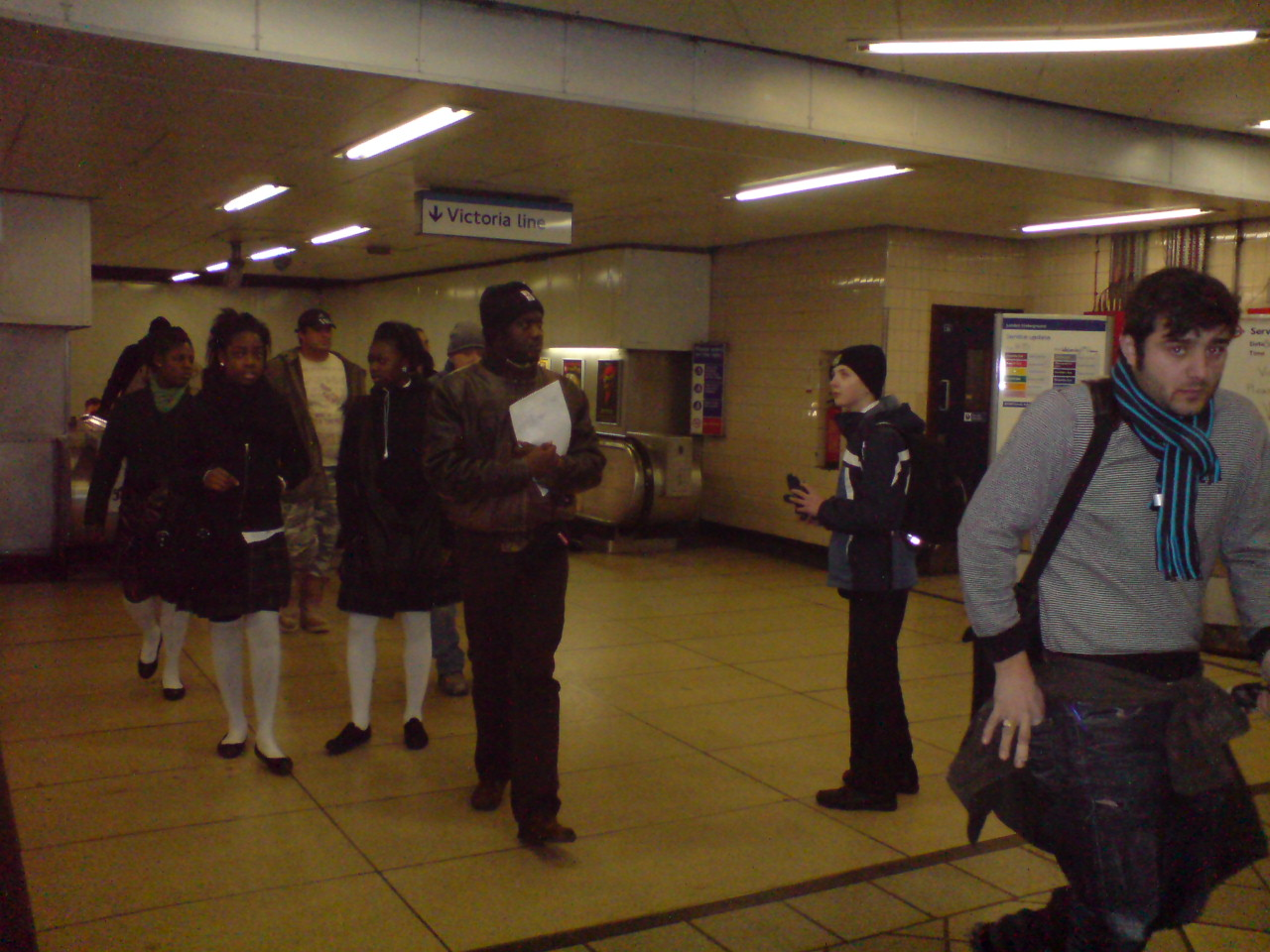
De doorgang en roltrap naar de metro in de stationshal
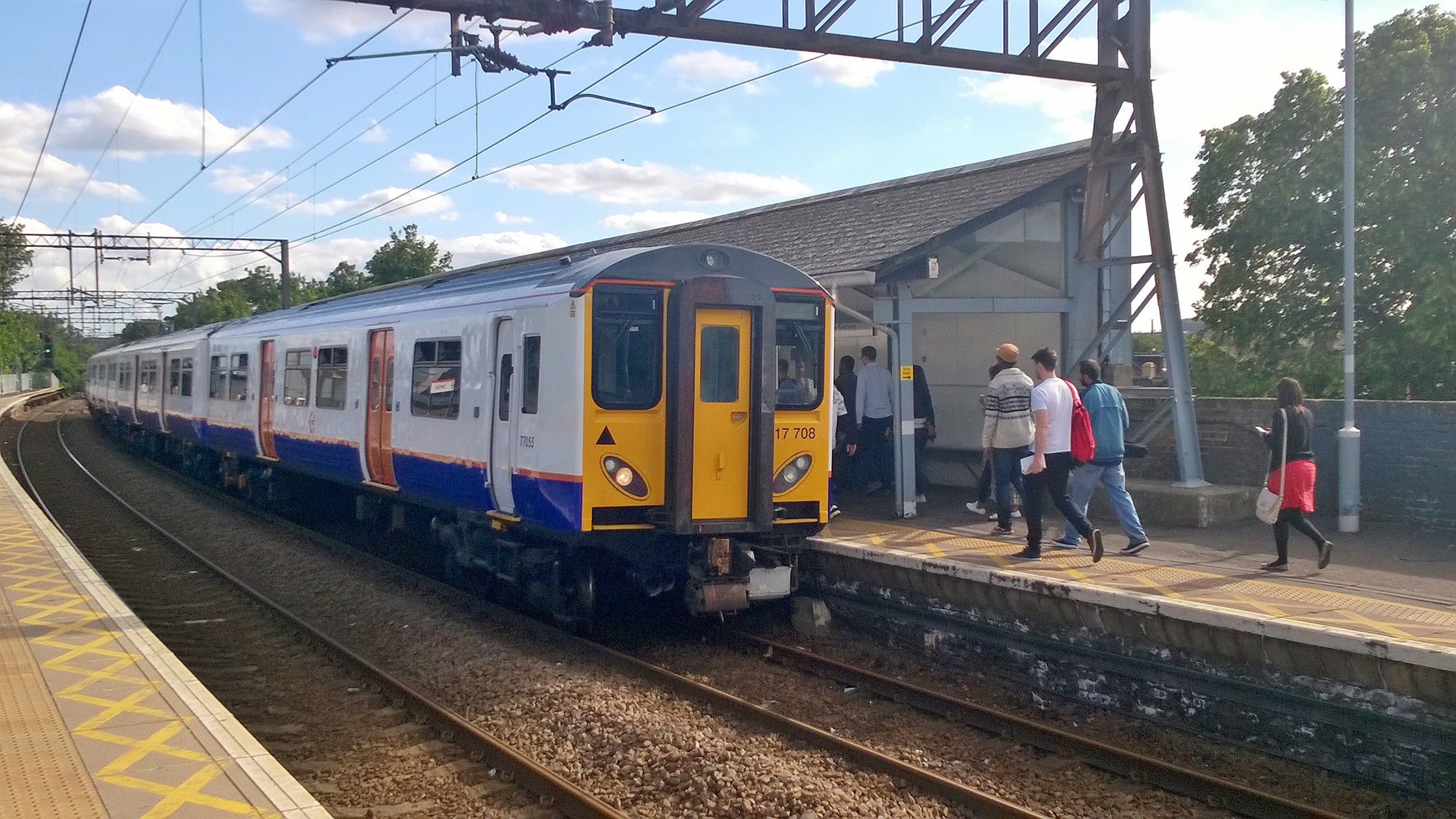
De overground in Seven Sisters
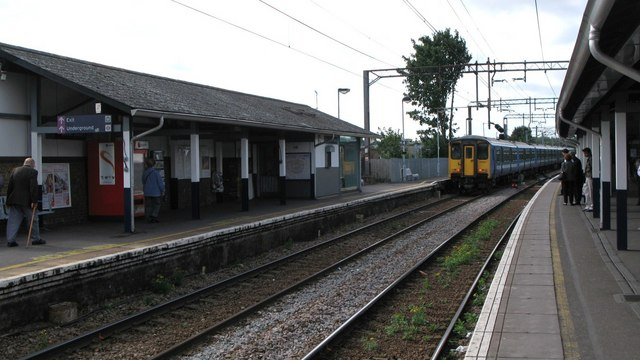
Perrons en sporen van de overground

## Ligging en inrichting
Het station bevindt zich in Travelcard Zone 3 aan de Seven Sisters tak van de Lea Valley Lines en aan de Victoria Line van de metro. In de spitsuren verzorgd Abellio Greater Anglia ook een aantal diensten langs het station. Het ligt op korte afstand van station South Tottenham aan de Gospel Oak to Barking Line van de Overground. De perrons langs de Lea Valley Lines, sinds 2015 onderdeel van de Overground, liggen langs de spoordijk. Het perron langs spoor 1 (richting London Liverpool Street) is toegankelijk via twee trappenhuizen. Het perron langs spoor 2 (richting Enfield Town & Cheshunt) heeft een vaste trap en roltrap omhoog. De drie ondergrondse sporen van de Victoria Line zijn doorgenummerd als spoor 3 t/m 5. 
In mei 2013 werd het station opgenomen in de voorgestelde route van Crossrail 2. De perrons zullen ondergronds haaks op die van de Victoria Line gebouwd worden. Deze perrons zullen, net zoals eerder de Jubilee Line bij Charing Cross, tussen twee bestaande stations, Seven Sisters en Station South Tottenham, worden gebouwd en vanuit beide toegankelijk zijn.